# Björn R. Kommer
Björn R. Kommer (* 7. Januar 1942 in Freiburg im Breisgau; † 1. August 2022) war ein deutscher Kunsthistoriker.

## Leben
Kommer verlebte einen Teil seiner Kindheit in den unmittelbaren Nachkriegsjahren bei seiner Großmutter in Schweden. Er studierte Kunstgeschichte in Heidelberg und Uppsala und legte seine Examen in beiden Ländern ab. In Heidelberg wurde er 1971 mit einer Dissertation über den schwedischen Architekten Nicodemus Tessin den Jüngeren und dessen Hauptwerk, das Stockholmer Schloss, promoviert.
Seine Laufbahn als Museumsmann begann er in Lübeck als wissenschaftlicher Mitarbeiter des Museums für Kunst und Kulturgeschichte der Hansestadt Lübeck, wo er im Behnhaus und im St. Annen-Museum tätig war. 1990 wurde er zum Direktor der Kunstsammlungen der Stadt Augsburg berufen und war in Augsburg bis zu seinem Eintritt in den Ruhestand 2005 tätig. Zu den Höhepunkten seiner Tätigkeit gehört die Ausstellung über Adriaen de Vries 2000 in Augsburg.

## Schriften
- Nicodemus Tessin der Jüngere und das Stockholmer Schloss: Untersuchungen zum Hauptwerk des schwedischen Architekten, Heidelberger kunstgeschichtliche Abhandlungen (Band 11), Winter, Heidelberg 1974 (Dissertation)
- Blick ins lübsche Haus: Wohn- und Festräume des 18. und 19. Jahrhunderts, Museum für Kunst und Kulturgeschichte der Hansestadt Lübeck, Lübeck 1974
- Caspar David Friedrich und sein Kreis: Gemälde und Graphik aus öffentlichen Sammlungen in Schleswig-Holstein, Gemäldegalerie der Stiftung Pommern, Kiel 1975
- Werner Oehlschlaeger: Gold- u. Silberschmiedearbeiten, Museum für Kunst und Kulturgeschichte der Hansestadt Lübeck, Lübeck 1975
- Museum Behnhaus, Lübeck 1976
- Carl Fredrik Hill: 1849–1911; Gemälde u. Zeichnungen aus d. Museum Malmö, Museum für Kunst und Kulturgeschichte der Hansestadt Lübeck, Lübeck 1978
- Portale und Türen in Lübeck, Schmidt-Römhild, Lübeck 1978
- Lübecker Silber: 1781–1871, Schmidt-Römhild, Lübeck 1978
- Lübeck, Nordeuropas mittelalterliche Metropole: Ausstellung zur Baugeschichte der Stadt, Lübeck 1979
- Neuerwerbungen 1974–1979, Museum für Kunst und Kulturgeschichte der Hansestadt Lübeck, Lübeck 1980
- Das Buddenbrookhaus: Wirklichkeit und Dichtung, Museum für Kunst und Kulturgeschichte der Hansestadt Lübeck, Lübeck 1983
- Wenn sich alte Türen öffnen ...: Lübecker Wohnkultur u. Lebensart im 19. Jh., Verlag Lübecker Nachrichten, Lübeck 1985
- Lübeck 1787–1808: die Haushaltungsbücher des Kaufmanns Jacob Behrens des Älteren, Verlag Graphische Werkstätten, Lübeck 1989
- Stadtbilder: Augsburger Ansichten des 15. bis 19. Jahrhunderts, Städtische Kunstsammlungen, Augsburg 1992
- Das Buddenbrookhaus in Lübeck, Coleman-Verlag, Lübeck 1993
- Tafelsilber für den Grossherzog: zwei Saucièren aus dem Service des Grossherzogs Georg von Mecklenburg-Strelitz im Maximilianmuseum, Städtische Kunstsammlungen, Augsburg 1994
- Im Blickpunkt der Zeit: Gustaf III. von Schweden, Städtische Kunstsammlungen, Augsburg 1995
- Zirbelnuss und Zarenadler: Augsburger Silber für Katharina II. von Russland, Deutscher Kunstverlag, München 1997
- Hans Holbein d. J. (1497/98–1543): "... wie ein immer-grünender Lorbeerbaum ...". Ausstellung zum 500. Geburtstag des Künstlers, Städtische Kunstsammlungen, Augsburg 1997
- Rugendas, eine Künstlerfamilie in Wandel und Tradition. Weißner Verlag, 1998
- Adriaen de Vries: 1556–1626; Augsburgs Glanz – Europas Ruhm, [Katalog zur gleichnamigen Ausstellung der Städtischen Kunstsammlungen Augsburg, 11. März – 12. Juni 2000], Städtische Kunstsammlungen, Augsburg 2000
- Das Schaezlerpalais in Augsburg, Deutscher Kunstverlag, München 2003